# Альтернативная история
Альтернати́вная исто́рия (АИ) — фантастические произведения, в которых изображаются вероятностные миры, выросшие из известных обстоятельств, после какого-либо значительного или незначительного события, произошедшего не так, как в реальности, и в результате альтернативный мир стал кардинально отличаться от реального мира. В произведениях альтернативной истории авторы часто используют известных исторических лиц, порой в совершенно несвойственном для них качестве.
Произведения альтернативной истории принципиально отличаются от произведений криптоистории, которые описывают негласную подоплёку реальных событий. В криптоистории присутствует документально не подтверждённый взгляд на исторические события как на следствие действия тех или иных сил: представителей сверхъестественного мира, пришельцев с других планет либо же членов тайных политических или религиозных обществ. Не следует также путать альтернативную историю с псевдоисторией — идеями и концепциями на историческую тематику, претендующими на научность, но не являющимися научными. Термин «альтернативная история» может некорректно использоваться как самоназвание представителями псевдоистории, что может вводить в заблуждение.

## Особенности жанра
В произведениях, созданных в жанре альтернативной истории, непременной особенностью является описываемое или подразумеваемое изменение хода истории в прошлом (относительно времени создания произведения). В какой-то момент прошлого по какой-либо причине, либо случайно, либо в результате вмешательства внешних сил, например, пришельцев из будущего, происходит что-то отличное от происходившего в реальной истории. Случившееся может быть связано с широко известными историческими событиями или историческими личностями, а может казаться, на первый взгляд, малозначительным. В результате этого изменения происходит «разветвление» истории — события начинают развиваться по-другому. В мире с изменённой историей и происходит действие. Оно может проходить в любое время: и в прошлом, и в настоящем, и в будущем — но на происходящие события существенным образом влияет факт изменения истории. В одних случаях описываются события, связанные с самим «разветвлением» (процесс создания «развилки истории»):82, в других изложение фокусируется на ситуациях, необычных в силу изменения реальности (герои живут и действуют в мире, ставшем альтернативным в их отдалённом прошлом и не в силу их действий):82, в третьих же основной темой становятся попытки героев с помощью путешествия во времени вернуть историю в изначальное русло, вторично изменить её в другом направлении или, наоборот, «закрепить» изменённую реальность. Классический литературный пример — рассказ Роберта Шекли «Три смерти Бена Бакстера», где действие происходит в трёх отличных друг от друга мирах в XX веке.
Поступки героев, приводящие к «разветвлению» истории, могут быть осознанными и целенаправленными или могут оказаться случайными. Развилка может также произойти в результате суммы действий многих лиц. Развилка может оказаться следствием вмешательства извне (благодаря целенаправленной деятельности пришельцев из будущего) или может оказаться иным результатом реального исторического события, произойти как следствие действий реальных исторических лиц. Для самого факта создания «развилки» эта разница не важна, поскольку результат одинаков — иной мир, но для магистрального сюжета она принципиальна, так как во втором случае развилка истории и события, в которых участвуют герои, разделены:82.
В произведениях альтернативной истории нередко присутствует противопоставление идеала «правильной истории» истории реальной: в рамках этого идеала нет насилия, войн и других социальных катастроф. Однако идеал никогда не реализуется полностью, даже в самых благополучных «утопических» альтернативах (например, в романе «Гравилёт „Цесаревич“» В. Рыбакова). Структура мира всегда содержит некий дестабилизирующий элемент, силы Зла, Хаоса, насилия, в некоторых случаях персонифицированные в фантастических образах, в других случаях источником Зла становятся политические экстремисты или тоталитарные режимы. Во втором случае причиной зла оказывается не какой-то конкретный враг, причиной трагизма истории является сама природа человека и логика политического развития:122—123. 
Автор произведений, написанных в жанре альтернативной истории, свободен только от необходимости придерживаться известных фактов, но не от логики истории и правдоподобия описываемых исторических реалий:81.
Для романов в жанре альтернативной истории характерно сюжетное многообразие, сюжет не поддаётся чёткой регламентации, и выделить одну абстрактную сюжетную схему невозможно — таких схем существует не меньше четырёх. Первый вариант альтернативного сюжета предопределяется такой особенностью картины мира, как наличие нескольких параллельных миров с альтернативной историей, причём переход между мирами вполне возможен:115—116 (подобная трактовка позволяет устранить известный логический парадокс путешествия во времени, называемый иногда «парадоксом убитого дедушки»). Завязкой этих романов является перемещение героя в иную альтернативную реальность. Другой вариант предопределяется наличием единственной альтернативной реальности, за пределы которой герои выйти не могут; реальности, в которых живут герои, разрывают на части острейшие политические противоречия, и личная судьба вовлекает героев в борьбу. Третий вариант — наличие двух или более альтернативных реальностей, между которыми герои не перемещаются, причём изначально они живут в благополучном мире, затем некие события нарушают это благополучие, что побуждает героев к активности. Четвёртый вариант сюжета — описание несостоявшихся войн прошлого и будущего, а действующими лицами являются целые армии и государства; сюжет таких романов представляет собой хроникальное повествование со множеством героев и пространными авторскими отступлениями:116—119.
В процессе взаимодействия с миром герои (живущие в нём изначально или переместившиеся в него) меняются: эволюционируют психологически и духовно, а порой и меняют свою позицию, роль в мире. Возможны два варианта: либо герои морально деградируют под воздействием обстоятельств, либо же сохраняют собственные цели и моральные ценности, а иногда даже становятся мудрее и лучше; во втором случае они могут перейти в категорию сознательных и активных творцов истории:122.
В XXI веке альтернативная история привлекает интерес профессиональных историков. За рубежом эта сфера деятельности разрабатывается уже много лет. В России её развитие сдерживалось идеологическими установками, характерными для советского периода. По мнению А. П. Назаретяна, использование альтернативных моделей реальности плодотворно не только в естественных науках, но и «по отношению к истории человеческого общества».

## История жанра
Основоположником жанра альтернативной истории считается римский историк Тит Ливий, описавший возможную историю противостояния Римской империи и империи Александра Македонского, предположив, что Александр не умер в 323 году до н. э., а продолжил жить и править своей империей.

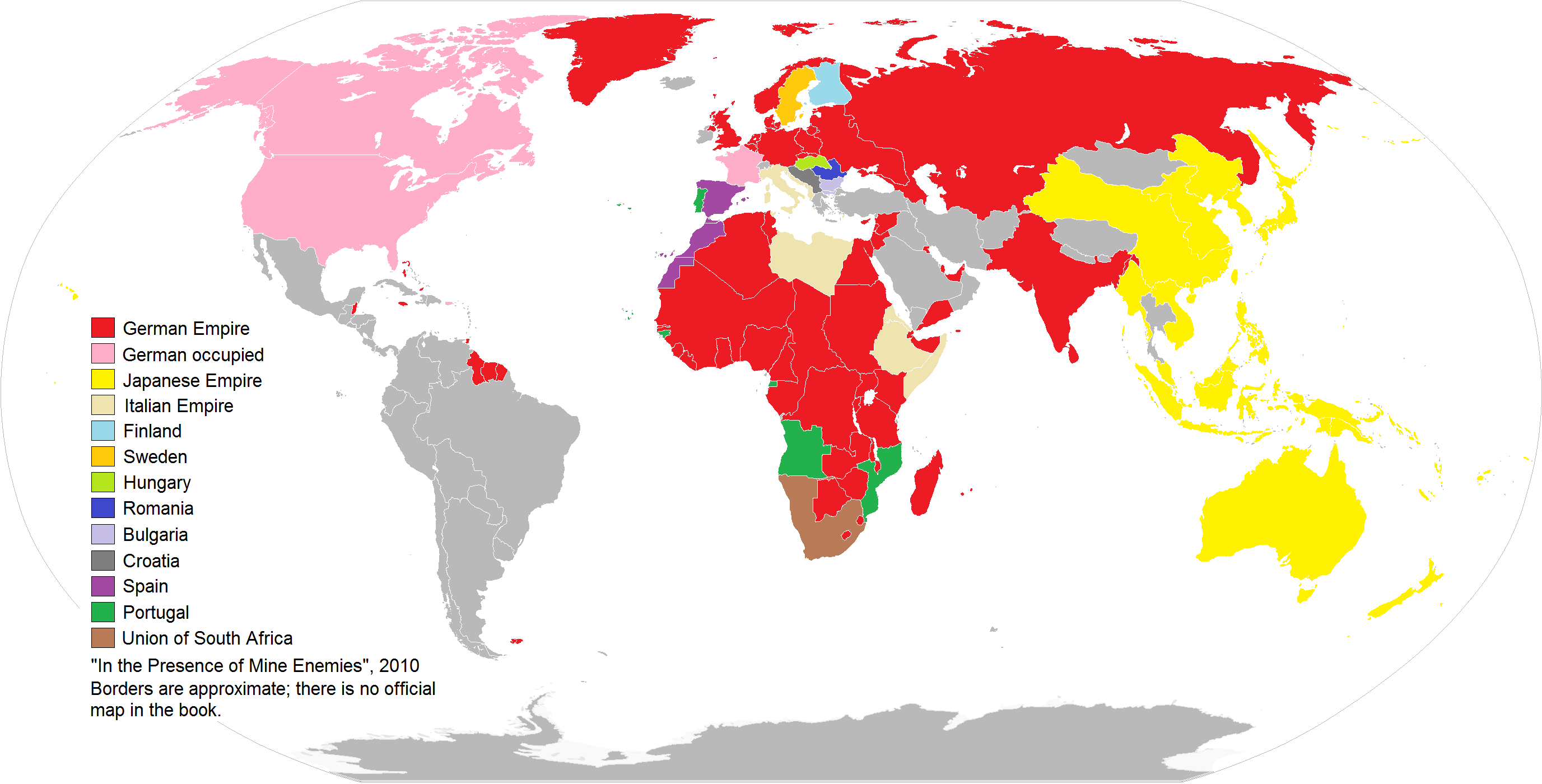
Политическая карта мира из книги «В присутствии моих врагов» Гарри Тертлдава — Страны Оси победили во Второй мировой войне

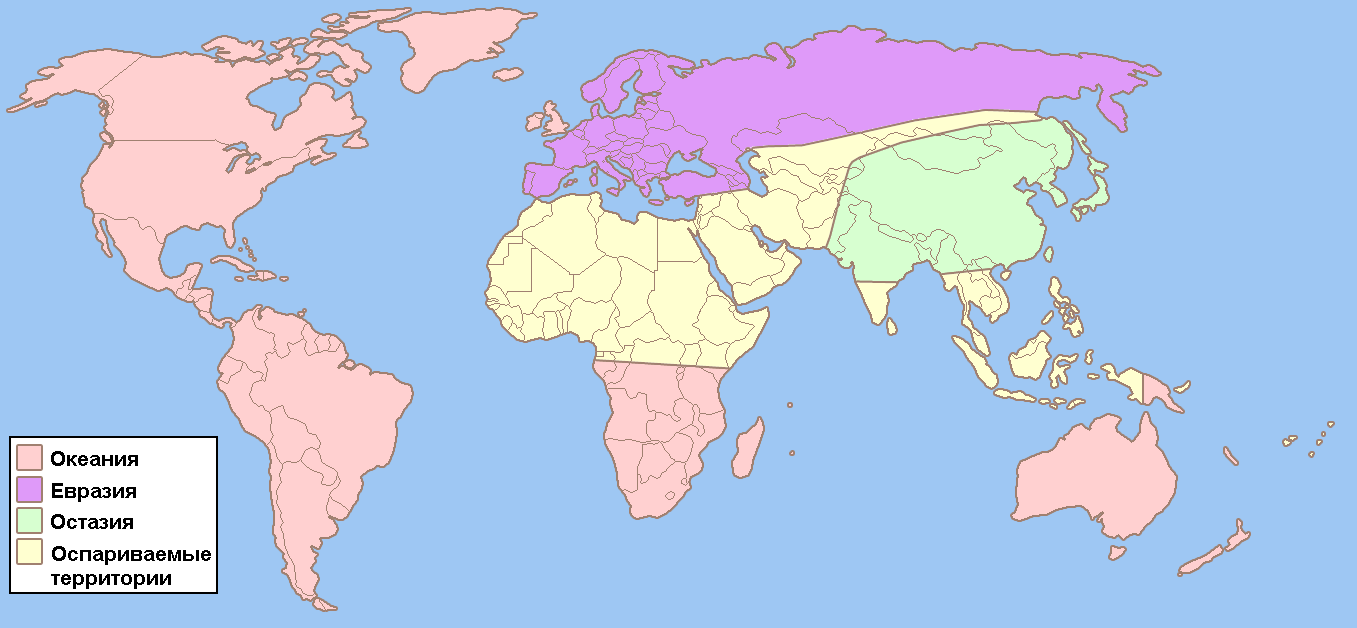
Политическая карта мира в романе «1984»

К классическим произведениям альтернативной истории относятся «Янки из Коннектикута при дворе короля Артура» М. Твена и «Человек в высоком замке» Ф. Дика, до сих пор служащие образцами для писателей-фантастов. Первый альтернативноисторический роман в полном смысле этого слова — «Бесцеремонный роман» В. Гиршгорна, Б. Липатова и И. Келлера, написанный в 1926 году:80.

## Поджанры и родственные жанры
- Криптоистория — в отличие от альтернативной истории, пересоздаёт не течение исторических событий, а их причинность[6]. Фантастические произведения в жанре криптоистории описывают негласную подоплёку реальных событий (то есть рассматривают неизвестные стороны общеизвестных фактов), альтернативная же история описывает якобы свершившиеся последствия выдуманных фактов[1]. В криптоистории присутствует документально не подтверждённый взгляд на исторические события как на следствие действия тех или иных сил: представителей сверхъестественного мира, пришельцев с других планет либо же членов тайных политических или религиозных обществ[7]:34.
- Контрфактическая история основана на допущении исторических событий, прямо противоположных реальным.
- Альтернативная биохимия — в данном случае делается допущение, что на Земле получились иные природные условия (в частности, иная атмосфера, иная средняя планетарная температура, иная жидкость вместо воды в качестве универсального растворителя) и, как следствие, иная биосфера и человек, биологически очень отличный от человека из нашей реальности, и вытекающие отсюда прочие (в том числе культурно-цивилизационные) различия.
- Альтернативная география предполагает другое развитие истории как следствие иной географии Земли.
- Постапокалиптика — жанр, посвящённый описанию цивилизаций, переживших тяжёлый глобальный катаклизм (ядерную войну, экологическую катастрофу, эпидемию, внешнюю агрессию). Близок к жанру антиутопии.
- Стимпанк (англ. steam — пар (имеются в виду паровые технологии) и англ. punk — хулиган, чепуха) — жанр, посвящённый описанию обществ, в которых превалируют технологии конца XIX — начала XX веков (паровые машины, дирижабли) или похожие на них них технологии (например, двигатели Стирлинга).
- Дизельпанк — в контексте альтернативной истории поджанр одноимённого жанра, описывающий альтернативное общество, находящееся на уровне технологий середины XX века.
- Киберпанк — в контексте альтернативной истории также поджанр одноимённого жанра, но уже посвящённый описанию общества альтернативной реальности, опередившего наше общество в технологическом развитии до уровня нашего возможного будущего, описываемого обычным киберпанком.

В сходном стиле создаются хронооперы, в которых путешествие во времени — заранее спланированный процесс.

## Известные авторы и произведения жанра

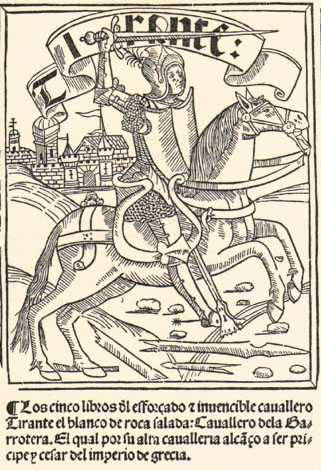
Заглавная страница первого кастильского перевода рыцарского романа Жуанота Мартуреля «Тирант Белый»

#### Художественная литература
Премия «Sidewise Award for Alternate History» вручается за лучшее произведение в жанре альтернативной истории.
Наиболее известные произведения:
- Л. Спрэг де Камп — роман «Да не опустится тьма» (1939) — археолог, попавший в Рим 535 года, стремится спасти Италию от пришествия Тёмных веков. Одно из самых влиятельных произведений жанра, написанное в лёгком ироническом стиле.
- Пол Андерсон — цикл «Патруль времени» — рассказы о секретной организации, целью которой является предотвращение действий людей из будущего, способных привести к опасным изменениям истории. В некоторых рассказах (например, Delenda est) описываются альтернативно-исторические миры.
- Филип К. Дик — «Человек в высоком замке» (1964). В романе описан альтернативный мир, в котором страны Оси победили во Второй мировой войне.
- Гарри Гаррисон — роман «Да здравствует Трансатлантический туннель! Ура!» описывает мир, где американцы проиграли Войну за независимость, изменник Джордж Вашингтон был казнён, и главными силами этого мира являются Британия и Франция.
- Гарри Гаррисон — трилогия «Эдем» описывает мир, в котором массовое вымирание динозавров 65 миллионов лет назад не случилось и в конце концов в результате эволюции появились разумные ящеры (иилане'), заселившие всю территорию Старого Света. Люди же возникли не в Африке, а в Северной Америке и находятся на стадии развития каменного века. В романах описывается первая встреча и последующие отношения двух враждебных цивилизаций.
- Никос Казандзакис — «Последнее искушение». Один из самых скандальных романов XX века, повествующий о жизни Иисуса Христа на земле. Во время распятия на Голгофе сатана обманывает Иисуса в том, что он не является Спасителем, а Бог его просто испытывал. Он соглашается «сойти с креста» и далее живёт жизнью обычного человека.
- Гарри Тертлдав — автор множества альтернативно-исторических циклов.
- Майкл Флинн — роман «В стране слепых» (1990), где описываются действия секретной группы, открывшей возможность манипулирования историей за счёт воздействия на определённые, заранее вычисленные методами социологии и теории вероятностей ключевые точки.
- Стивен Кинг — «11/22/63». Альтернативная история развития событий на тему того, что случилось бы, если бы Джон Кеннеди выжил при покушении.
- Михаил Первухин[6] — один из первых русских авторов, писавших в этом жанре. В повести «Вторая жизнь Наполеона» (1917) Наполеон бежит с острова Святой Елены и создаёт в Африке новую империю. В романе «Пугачёв-победитель» (1924) Емельян Пугачёв воцаряется на российском престоле.
- Василий Аксёнов — «Остров Крым»[8][9]:70. Фантастическое допущение, что Крым — не полуостров, а остров, дало возможность существования рядом с СССР островного анклава России с иным политическим строем (подобно КНР и Китайской республике на Тайване).
- Вячеслав Рыбаков — «Гравилёт „Цесаревич“»[6][8]. Точкой бифуркации являются события 1870-х годов, Александр II не убит революционерами и продолжает реформирование Российской империи[6].
- Борис Штерн — «Второго июля четвёртого года», «Эфиоп»[9]:70.
- Андрей Лазарчук — повесть «Иное небо», позднее расширенная в роман «Все, способные держать оружие…». Победа во Второй мировой войне нацистской Германии[6].
- Андрей Лазарчук и Михаил Успенский — «Посмотри в глаза чудовищ»[8].
- Лев Вершинин — «Первый год республики»[6][9]:70. Вариант истории, в котором восстание Черниговского полка на Украине, подготавливавшееся декабристами, завершилось удачно[6].
- Сергей Лукьяненко — дилогия «Искатели неба». Христос стал царём римским, а не Искупителем. Возникла реальность гораздо более магическая, чем при нашем варианте развития событий[6].
- Хольм Ван Зайчик[6][8] (Игорь Алимов и Вячеслав Рыбаков) — цикл «Евразийская симфония» («Плохих людей нет»). Александр Невский и хан Сартак не были отравлены и создали фундамент суперимперии — Ордуси, включающей в себя территорию от Прибалтики до Китая[6].
- Андрей Валентинов — «Омега». Варианты постсоветской истории, созданные на крымском материале[6].

#### Документальная литература
Варианты иного исхода исторических событий, выполненные в основном профессиональными историками.
- Тит Ливий — римский историк, фактически основоположник альтернативной истории[источник не указан 194 дня]. Описал возможный сценарий борьбы Рима с Александром Македонским, если бы он не умер («История Рима», Кн. IX, 17—19).
- Арнольд Тойнби. «Если бы Александр не умер тогда…», «Если бы Филипп и Артаксеркс уцелели…»
- Роберт Фогель. «Железные дороги и рост американской экономики: эссе по эконометрической истории». Как развивались бы США в 1830—1890-х, если б вместо железных дорог продолжали использовать только дилижансы и пароходы.
- Исаченко, Александр Васильевич. «Если бы в конце XV века Новгород одержал победу над Москвой».
- Сб. Пламя «холодной войны»: Победы, которых не было = Cold War Hot: Alternative Decisions of the Cold War / под ред. Питера Цураса[англ.], пер. Ю. Яблокова. — М.: АСТ, Люкс, 2004. — 480 с. — (Великие противостояния). — 5000 экз. — ISBN 5-17-024051-1. Архивировано 11 июля 2009 года.

##### Вторая мировая война
- Кеннет Макси[англ.]. Вторжение, которого не было [на Британские острова] = Kenneth Macksey. Invasion: The Alternate History of the German Invasion of England, July 1940. (1980) / пер. Т.Велимеева, отв. ред. С.Переслегин. — М., СПб.: АСТ, Терра Фантастика, 2000. — 560 с. — (Военно-историческая библиотека). — 10 000 экз. — ISBN 5-17-003163-7.
- Кеннет Макси[англ.]. Упущенные возможности Гитлера = Kenneth Macksey. The Hitler Options: Alternate Decisions of World War II. (1995) / пер. и отв. ред. С.Переслегин. — М., СПб.: АСТ, Терра Фантастика, 2000. — 544 с. — (Военно-историческая библиотека). — 10 000 экз. — ISBN 5-17-003162-9.
- Сб. Победы Третьего рейха: Альтернативная история Второй мировой войны = Third Reich Victorious. The Alternate History of How the Germans Won the War. (2002) / под ред. Питера Цаураса[англ.], пер. М.Борисова. — М.: АСТ, Астрель, 2004. — 378 с. — 5000 экз. — ISBN 5-17-014717-1.
- Сб. Победа Восходящего Солнца = Rising Sun Victorious. The Alternate History of How the Japanese Won the Pacific War. (2001) / под ред. Питера Цаураса[англ.]. — М.: АСТ, Ермак, 2004. — 480 с. — (Военно-историческая библиотека). — 5000 экз. — ISBN 5-17-014717-1.
- Сергей Переслегин. Вторая мировая война между Реальностями / авторская редакция. — М.: Яуза, Эксмо, 2006. — 544 с. — (Великая Отечественная: Неизвестная война). — 5000 экз. — ISBN 5-699-15132-X.

#### Исследования
- Иван Лабазов. «Альтернативная история в Сети»
- Алексей Бочаров. «Проблема альтернативности исторического развития.» Кандидатская диссертация
- А. Бочаров. «Альтернативная история в контексте естественнонаучной парадигмы» // Фигуры истории, или «общие места» историографии. СПб., 2005, с. 7-18
- Артём Гуларян. «Жанр альтернативной истории как системный индикатор социального дискомфорта»
- Габриэль Дэвид Розенфельд. «Мир, где Гитлера не было» (англ. The world Hitler never made) — научное исследование 2005 года. Автор исследует большое количество западных романов, фильмов, телепрограмм, игр, комиксов и показывает эволюцию памяти о Третьем рейхе.
- Нехамкин В. А. Источники по Альтернативной истории и их методологическое значение // Электронный научно-образовательный журнал «История». 2017. T. 8. Выпуск 2 (56). DOI: 10.18254/S0001696-4-1

### Телевидение
- Сериал «Скользящие» (англ. Sliders) — фантастический телесериал 1995—2000 годов о путешествиях в параллельные миры. В исходном мире персонажей и многих посещённых ими параллельных мирах история пошла по иному пути, благодаря изобретению молодого физика, который в ходе исследования гравитации создал устройство, позволяющее перемещаться — «скользить» — между мирами. Причём два из них существенно опередили исходный мир в научно-техническом развитии.
- «Доктор Кто», Великобритания, эпизод «Инферно» — эпизод сериала, в котором Третий Доктор попадает в параллельный мир, где Германия выигрывает Вторую мировую войну.
- «Другой человек» — телефильм 1964 года с сюжетом о сдавшейся Третьему рейху после масштабных бомбардировок Великобритании, в которой действует марионеточный полурабовладельческий режим нацистов.
- «Короли» — сериал 2011 года, в котором библейские события переложены на язык современности и происходят в вымышленном королевстве Гильбоа.
- «Америка» («Amerika»)[англ.] — мини-телесериал (1987), в котором показан мир, где СССР оккупировал США.
- «Отбросы», Великобритания, 2011 — 5-й эпизод 3-го сезона. В альтернативной реальности Третий рейх одерживает победу во Второй мировой войне в результате вмешательства еврея, отправившегося в прошлое, чтобы убить Гитлера.
- «Человек в высоком замке», США, 2015 — американский телесериал, действие которого происходит в 1962 году в оккупированных Соединённых Штатах, после победы стран оси во Второй мировой войне.
- «Дворец» — южнокорейский телесериал (2006), в котором в середине XX века в Корее была восстановлена конституционная монархия.
- «Альтернативная история» — постановочно-документальный сериал (2011) российского телеканала «ТВ-3» из нескольких сюжетов альтернативной истории России/СССР разных эпох со сравнением с бывшими в реальной истории, которая меняется по принципу «эффекта бабочки» ведущим программы в образе путешественника во времени.
- Детский сериал «Чародей» — австралийский фантастический сериал про школьника, который, находясь в аномальной зоне, случайно попадает в параллельный мир, где люди пережили ядерную зиму и крах цивилизации и теперь пытаются восстановить былое могущество.
- Детский сериал «Чародей: Страна Великого Дракона» — продолжение сериала «Чародей». Спасаясь от преследователей, герои успевают посетить несколько параллельных миров, в каждом из которых история пошла по своему неповторимому пути: где-то компьютер изобрели за 400 лет до того, как это произошло в исходной реальности главных персонажей, где-то люди получили бессмертие, но утратили детородную способность, где-то люди пережили войну с роботами и теперь боятся любой (даже примитивной) техники. Также герои посетили и мир из первой части сериала. Проходя через все испытания, герои налаживают контакт между мирами и помогают их жителям разрешить их проблемы.
- Действие многих японских аниме-сериалов происходят в альтернативных мирах с иной историей («Zipang»).
- «Чернобыль. Зона отчуждения» (2-й сезон), Россия, 2017 — научно-фантастический сериал, где герой в результате перемещения во времени и изменения прошлого попадает в альтернативное будущее, в котором СССР продолжает существовать и представляет собой технологически продвинутое, высокоразвитое государство с высоким уровнем жизни и комфорта, а Соединённые Штаты проиграли холодную войну и «балканизировались» — распались на части, между которыми продолжается затяжная война.
- Мини-сериал «Фандорин. Азазель» — вольная экранизация одноимённой книги Бориса Акунина из серии об Эрасте Фандорине. Действие происходит в альтернативной Российской империи 2023 года, где произошла технологическая революция, но сохранилась монархия и столица до сих пор находится в Петрограде.

Также ряд серий-эпизодов других телесериалов — «Звёздный путь», «Остаться в живых» и т. д.

### Кинематограф
- «Это случилось здесь»[англ.], 1966 — фильм с сюжетом об оккупации Третьим рейхом Великобритании, которой управляют коллаборационисты и на которую нападают США.
- «Приключения канонира Доласа, или Как я развязал Вторую мировую войну» (польск. Jak rozpętałem drugą wojnę światową) — польский художественный фильм Тадеуша Хмелевского 1970 года.
- «Красный рассвет», США, 1984 — фильм о третьей мировой войне и захвате США союзническими советско-кубинскими войсками.
- «Филадельфийский эксперимент II», США, 1992 — фильм о попадании из-за ошибки учёных американского боевого самолёта-стелс с ядерным оружием в Третий рейх, который с их помощью наносит удары по США и устанавливает в них вассально-колониальную диктатуру.
- «Фатерлянд» («Fatherland»), 1994 — Вторая мировая война много лет назад закончилась победой Германии, герой фильма, работающий в СС, вместе с американской журналисткой узнают о Холокосте, скрываемом нацистами. В главной роли Рутгер Хауэр. По роману Роберта Харриса.
- «Оборотни», Япония, 1998 — аниме-фильм по саге Осии Мамору о жизни в тоталитарной Японской империи, выигравшей Вторую мировую войну на Тихом океане, но затем ставшей нацистским вассалом Третьего рейха.
- «Вторая гражданская война» («The Second Civil War»), США, 1997 — сюжет фильма построен на том, что штат Айдахо во главе с губернатором (Бо Бриджес) из-за пустякового вопроса (отказ от предоставления гражданства детям нелегальных иммигрантов из Мексики, поскольку бросившая губернатора любовница была мексиканкой по происхождению) восстаёт против федерального правительства. Президент (Джеймс Коберн) объявляет ультиматум и срок в 77,5 часов, после чего обещает открыть огонь. По всей стране ширится поддержка мятежного штата, славящегося производством качественной картошки, а вскоре ситуация выходит из-под контроля…
- «Третья мировая война» (нем. Der Dritte Weltkrieg), ФРГ, 1998 — фильм о третьей мировой войне между СССР и США в 1990 году, начавшейся в результате нового Берлинского кризиса, организованного советскими ультра-консерваторами, захватившими власть в СССР в результате военного переворота.
- «Королевская битва», Япония, 2000 — фильм-боевик по одноимённому роману Косюна Таками, в котором действие происходит в тоталитарном государстве Великая Восточная Азия.
- «2009: Утраченные воспоминания», Южная Корея/Япония, 2002 — сюжет фильма построен на изменении в начале XX века истории Японии и Кореи.
- «КША: Конфедеративные Штаты Америки», США, 2004 — фильм, в котором Конфедерация одержала победу в гражданской войне в США.
- Серия фильмов «Пираты Карибского моря», США, 2003—2017 — первые три части киносерии представляют собой альтернативную историю развития пиратства — в настоящей истории эта история завершилась в 1730-х годах, а в фильме получила дальнейшее развитие и усиление. Также пиратство свергает Английский монархизм и рабство в Карибских водах, закрепив дальнейшее процветание разбойников в мировых океанах.
- «Небесный Капитан и мир будущего», США/Великобритания/Италия, 2004 — ретрофутуристический фильм в стиле дизельпанк, в котором с остающейся сверхдержавой Великобританией, а также с США с помощью созданной армии гигантских роботов борется безумный немецкий учёный, работавший в Шамбале и на тихоокеанском острове и замышлявший уничтожение Земли с собственным отлётом на космическом корабле — Ноеве ковчеге.
- «Первые на Луне», Россия, 2006 — криптоисторический псевдодокументальный фильм о советской космической программе и пилотируемом полёте на Луну в 1930-х годах.
- «V — значит вендетта» — американский художественный фильм в жанре антиутопии, рассказывающий о тоталитарном режиме в Великобритании и о террористе, который носит маску Гая Фокса и пытается бороться с несправедливостью.
- «Бесславные ублюдки» — сюжет фильма построен на убийстве Гитлера в середине Второй мировой войны (на киносеансе в Париже).
- «Хранители» — действие фильма, снятого по одноимённому графическому роману, происходит в альтернативном 1985 году, где Ричард Никсон переизбран на третий срок, а США, победив во Вьетнаме, неумолимо приближаются к ядерной войне с СССР. Один из факторов, определяющих напряжение холодной войны, — присутствие в мире американских и советских «Хранителей» — супергероев, останавливающих провокации безумных авантюристов.
- «Кирзовые сапоги в Уайтхолле»[англ.], Великобритания, 2010 — комедийный фильм о захвате Третьим рейхом Лондона.
- «Человек завоёвывает космос»[англ.], Австралия, 2010 — фильм по журнальной саге 1950-х годов еженедельника Collier’s Weekly об альтернативном развитии космонавтики, в рамках которого США делают первые высадки на Луну в 1963 году и на Марс в 1968 году.
- «Аполлон 18» — американский псевдодокументальный фильм ужасов с мотивами конспирологической теории «лунного заговора» российского продюсера Тимура Бекмамбетова о засекреченных американских и советских полётах на Луну.

### Видеоигры
- Fallout (серия игр) — действие происходит в альтернативном мире, где после Второй мировой технический прогресс пошёл по принципиально иному пути развития: ядерные технологии проникли во все сферы жизни — на заводы, в транспорт, в электронику, военную промышленность и т. д. Стали появляться удивительные роботы-помощники, лазерное и плазменное оружие, силовая броня на ядерных блоках, мощный КПК «Pip-boy» и пр., не появились микропроцессоры. Но за это пришлось заплатить страшной ценой: из-за технического прогресса люди быстро исчерпали большинство невозобновляемых ресурсов (в первую очередь нефть), начались непрекращающиеся войны за ресурсы на Ближнем Востоке и Аляске, мир страдал от перенаселения, к 50-м годам XXI века практически полностью остановился научный и культурный прогресс, происходило усиление ядерного вооружения крупных стран. Всё это привело цивилизацию к краху: 23 октября 2077 года началась и закончилась Великая ядерная Война, в ходе которой Земля превратилась в выжженную ядерную Пустошь, погибло более 90 % человечества, а выжившие люди были вынуждены влачить своё жалкое существование на руинах старого мира.
- Wolfenstein: The New Order и последующие после неё игры серии Wolfenstein, продолжающие её сюжет, — события очередного перезапуска серии отправляют нас в альтернативный мир, где Третьему рейху, совершившему технологический скачок, удалось выиграть Вторую мировую войну. Начало игры происходит после завязки в 1946 году, когда главный герой, капитан Уильям «Би-Джей» Бласковиц, получает травму головы во время штурма немецкой крепости. Проведя 14 лет в вегетативном состоянии, герой приходит в себя в 1960 году и видит антиутопический мир, жёстко контролируемый нацистским режимом. Игра представляет собой шутер от первого лица, в котором игрок должен сражаться с нацистскими солдатами и роботами в различных точках планеты, используя разнообразное огнестрельное оружие.
- Iron harvest 1920+ — действие игры разворачивается в альтернативных 20-х годах XX столетия, где вместо танков и самолётов развитие получили дирижабли и шагающие машины на ДВС, разработанные Николой Теслой.

### Графический дизайн
В западной современной интернет-культуре распространён жанр графического дизайна, посвящённый созданию альтернативно-исторических карт (в частности, выкладываемых на портале, а также на форуме, где имеется ряд сообществ). Чаще всего типичный «сценарий» (scenario) представляет собой карту либо серию карт, сопровождаемых легендой и большим пояснением о ходе исторического процесса от точки бифуркации (PoD, Point of Division) до момента, изображённого на карте. Нередко к дизайну карт добавляется дизайн флагов, гербов и военной амуниции различных вымышленных государств.